# Newcastle Brown "900" Open
Het Newcastle Brown "900" Open was een eenmalig golftoernooi op de Europese PGA Tour in 1980.
Het toernooi werd van 5 tot en met 8 juni gespeeld op de Nothumberland Golf Club in Gosforth, Newcastle upon Tyne. Het toernooi werd gewonnen door de Ier Des Smyth met een score van 276 (-12).